# アレクサンドル・ゼーリン
アレクサンドル・ニコラエヴィチ・ゼーリン（ロシア語: Александр Николаевич Зелин, 1953年5月6日 - ）は、ロシア連邦の軍人である。元ロシア空軍総司令官、大将。

## 経歴
ソビエト連邦のウクライナ・ソビエト社会主義共和国ルハンシク州ペレヴァルスクPerevalsk生まれ。1976年、ハリコフ飛行士高等軍事航空学校を卒業。1988年、ガガーリン空軍アカデミー指揮課程卒業。1997年、参謀本部アカデミー卒業、この間に航空連隊長、航空師団長、航空軍司令官を歴任。2002年、空軍総司令官代理と航空部長を兼任。2003年ツポレフ社取締役。2007年5月9日より、ロシア空軍総司令官を務める。2012年4月27日に同職を退き、退役した 。